# Hydropsyche sakarawaka
Hydropsyche sakarawaka là một loài Trichoptera trong họ Hydropsychidae. Chúng phân bố ở miền Cổ bắc.